# Ignacy (Demczenko)
Ignacy, imię świeckie Joann Nikołajewicz Demczenko (ur. 25 kwietnia?/8 maja 1905 w Benderach, zm. 5 października 1981 w Słowiańsku) – biskup Rosyjskiego Kościoła Prawosławnego.

## Życiorys
Pochodził z rodziny robotniczej. W 1923, po ukończeniu szkoły średniej, wstąpił jako posłusznik do Monasteru Nowo-Niamieckiego. Przez dwa lata przebywał w klasztorze, po czym podjął naukę w seminarium duchownym przy monasterze. W 1930, po ukończeniu IV roku studiów, wyjechał do Paryża w celu odbycia ostatnich lat nauki w Instytucie św. Sergiusza z Radoneża w Paryżu. W październiku 1930 złożył wieczyste śluby mnisze przed egzarchą patriarchy Konstantynopola dla parafii tradycji rosyjskiej Eulogiuszem. Następnie przyjął święcenia diakońskie i podjął pracę duszpasterską w cerkwi św. Sergiusza z Radoneża w Paryżu. W 1933 przyjął święcenia kapłańskie, nadal służył w tej samej świątyni. W 1935 ukończył studia teologiczne, jednak z powodu choroby dopiero w 1937 obronił pracę końcową. W 1939 uzyskał godność ihumena i wrócił do Rumunii.
W 1940 lub 1941 przeszedł w jurysdykcję Rosyjskiego Kościoła Prawosławnego i odtąd służył w soborze katedralnym w Kiszyniowie. W 1941 został archimandrytą. Od 1946 do 1948 służył w różnych eparchiach na Syberii. Następnie przeniesiono go do pracy duszpasterskiej w Egzarchacie Ukraińskim, gdzie działał do 1961.
3 września 1961 przyjął chirotonię biskupią z tytułem biskupa chmielnickiego i kamieniecko-podolskiego. W charakterze konsekratorów w ceremonii udział wzięli metropolita kijowski Jan oraz metropolita odeski Borys. Po roku przeniesiony do eparchii czernihowskiej, przy równoczesnym powierzeniu obowiązków locum tenens eparchii sumskiej. W listopadzie tego samego roku został biskupem kirowohradzkim i nikołajewskim. W 1965 z powodu choroby został przeniesiony w stan spoczynku i zamieszkał w Słowiańsku. Zachował prawo do odprawiania nabożeństw w miejscowej cerkwi św. Aleksandra Newskiego. We wrześniu 1981 z powody pogorszenia stanu zdrowia musiał zakończyć służbę duszpasterską. Zmarł w październiku tego samego roku i został pochowany przy cerkwi, z którą był związany w ciągu ostatnich kilkunastu lat życia.